# فيليب هوارد
فيليب هوارد (بالإنجليزية: Philip Howard)‏ (و. 1629 – 1694 م) هو كاهن كاثوليكي، من المملكة المتحدة، ولد في لندن، توفي في روما، عن عمر يناهز 65 عاماً.

## مناصب
تولى منصب Camerlengo of the Sacred College of Cardinals (1689–1691).

## التعليم
تعلم في كلية سانت جونز.